# Carlo Rizzi
Carlo Rizzi je fiktivní postava z románu Kmotr od Maria Puza.

## Charakteristika
Carlo Rizzi byl původně manuální dělník. Stavěl silnice. Na začátku knihy je jeho svatba s Constanzii Corleonovou. Famiglia Corleonových mu dá jako zdroj obživy malou sázkovou kancelář. Carlo ji však nevede dobře. Svou ženu bije a podvádí. Po jednom výstupu ho Santino Corleone zmlátí, avšak nezabije, což pravděpodobně způsobilo Carlovo podvolení. Avšak poté, co Constanzii opět zmlátí, jede Santino na pomoc, odhodlán jej zabít. Je však zavražděn na dálnici. Carlo má se svou ženou dvě děti. Mladšímu synovi šel Michael Corleone za kmotra. Carlo je později zavražděn, protože Santina předhodil famiglii Barziniových (zmlácení Constanzie zde byla pouze scéna). Je zavražděn caporegimem Clemenzou.